# Kabuntalan do Norte
Kabuntalan do Norte é um município de  quinta classe de renda municipal (d) na província Maguindanao do Norte, nas Filipinas. De acordo com o censo de 1 de maio  de  2020 possui uma população de 26 277 pessoas e 4 448 domicílios.